# كوي كورنيليوس كاربنتر
كوي كورنيليوس كاربنتر (بالإنجليزية: Coy Cornelius Carpenter)‏ هو مدرس أمريكي، ولد في 24 أبريل 1900، وتوفي في 7 نوفمبر 1971.